# Benson (Utah)
Benson es un lugar designado por el censo ubicado en el condado de Cache en el estado estadounidense de Utah. En el año 2000 tenía una población de 1.451 habitantes y una densidad poblacional de 18,1 personas por km². Benson se localiza dentro de los límites metropolitanos de la ciudad de Logan.

## Geografía
Benson se encuentra ubicado en las coordenadas 41°45′12″N 111°55′37″O / 41.75333, -111.92694. Según la Oficina del Censo, la localidad tiene un área total de 87,9 km² (33,9 mi²), de la cual la mayoría, 80,1 km² (30,9 mi²), es tierra y el resto (8,9%) es agua.

## Demografía
Según la Oficina del Censo en 2000, habían 1451 personas y 351 familias residentes en el lugar, 95,1% de los cuales eran personas blancas, 0,14% isleños del Pacífico y 0,07 de raza afroamericana. Aproximadamente el 4% constituían otras razas incluyendo hispanas.
Los ingresos medios por hogar en la localidad eran de $41,369, y los ingresos medios por familia eran $47,895. Los hombres tenían unos ingresos medios de $32,500 frente a los $18,028 para las mujeres. La renta per cápita para la localidad era de $13,389. Alrededor del 7.5% de la población estaban por debajo del umbral de pobreza, incluyendo 8,3% de ancianos mayores de 65 años.